# Tates Locke
Pour les articles homonymes, voir Locke.
Taylor Locke, dit Tates Locke, né le 26 février 1937 à Cincinnati (Ohio) et mort le 15 mai 2024 à Jacksonville (Floride), est un entraîneur et dirigeant américain de basket-ball, actif depuis la décennie 1960 jusqu’en 1995.